# Designated Hitter

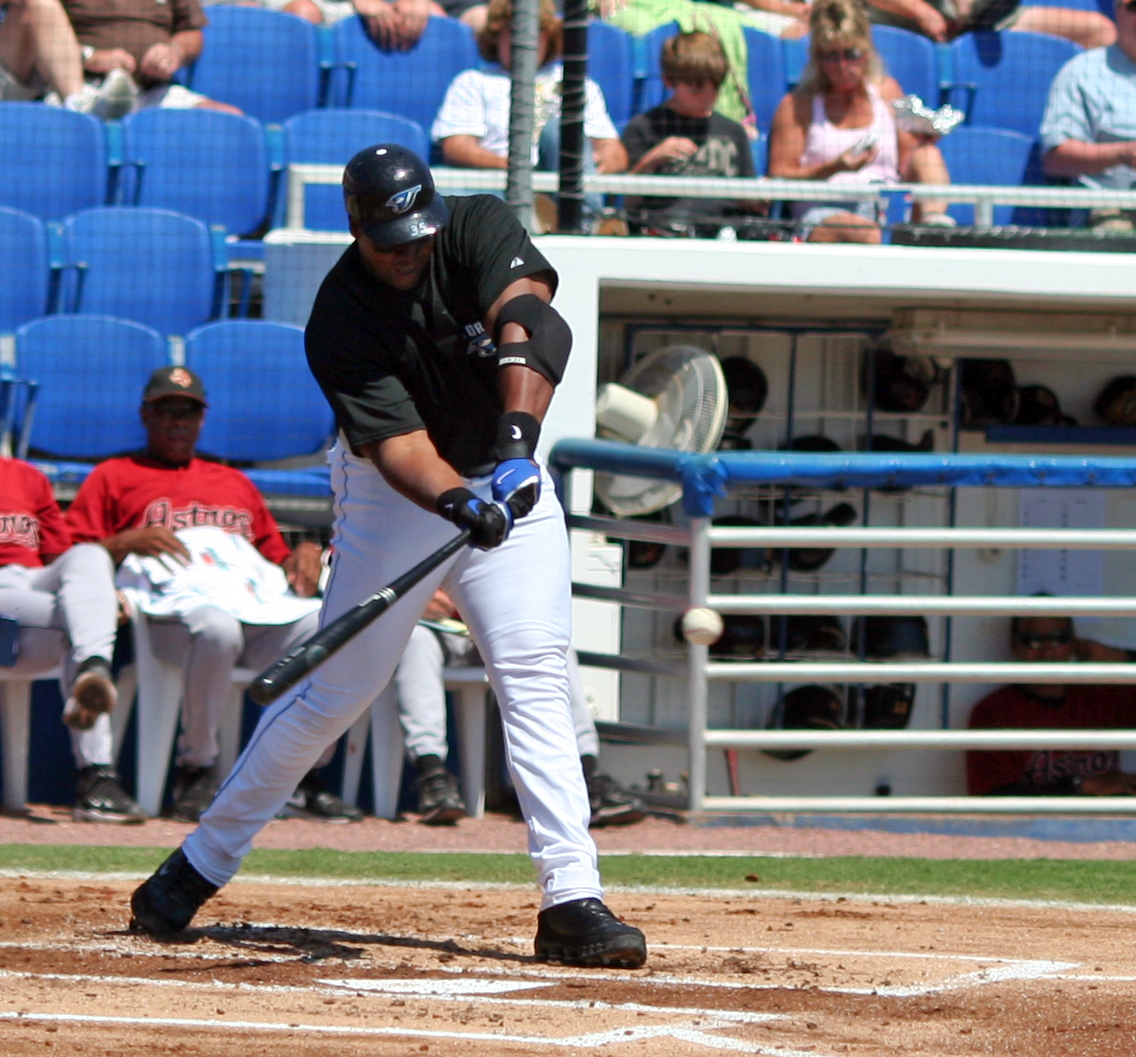
Frank Thomas war 18 Jahre als Designated Hitter in der MLB aktiv

Designated Hitter (DH) bezeichnet im Baseball und Softball einen zehnten Spieler, der in einem Spiel nur in der Offensive eingesetzt wird; einer der neun Defensivspieler kommt dafür dann in der Offensive nicht zum Einsatz. Beim Baseball schlägt und läuft der DH nur anstelle des Pitchers (Werfers), beim Softball hingegen kann eine Mannschaft einen DH für einen beliebigen Verteidigungsspieler einsetzen.
Die Regel wurde in den 1960er Jahren in einigen Ligen eingeführt, weil die meisten Pitcher am Schlag ziemlich schlecht sind, da sie sich auf das Wurftraining konzentrieren müssen. Man erhoffte sich somit im Durchschnitt höhere Punktzahlen und weniger „Strike Outs“. Gleichzeitig geht aber ein strategisches Element des Spiels dadurch verloren. Ein Pitcher, der selbst schlagen muss, wirft der Erfahrung nach auch etwas fairer; denn wenn er etwa absichtlich und verbotenerweise einem Schlagmann den Ball gegen den Körper werfen würde, drohte ihm ja vom gegnerischen Pitcher das gleiche, wenn er selbst an den Schlag kommt. Die Fans sind somit geteilter Meinung über diese Regel – manche finden, dass sie den Baseball verbessert, andere, dass sie den traditionellen Baseball zerstört.
Grundsätzlich gibt es keine Pflicht, einen Designated Hitter einzusetzen, es ist immer auch gestattet, darauf zu verzichten.
Die beiden amerikanischen Major Leagues unterschieden sich in Bezug auf die Designated-Hitter-Regel. Während man in der American League die Regel 1973 einführte, gab es diese Regeländerung in der National League nicht, bis sie 2020 aufgrund der COVID-19-Pandemie für ein Jahr ausgesetzt wurde. Bei Spielen zwischen zwei Mannschaften aus Ligen, die dies unterschiedlich regelten, galt die Regel der jeweiligen Heimmannschaft. Spielte ein American-League-Team auswärts bei einer Mannschaft der National League (u. a. während der World Series), so musste das American-League-Team seinen Designated Hitter entweder opfern (Einsatz allenfalls als Pinch Hitter) oder auf einer regulären Feldposition bringen. In der World Series 2013 z. B. bot der American-League-Vertreter Boston Red Sox bei den Auswärtsspielen gegen die St. Louis Cardinals (National League) seinen Designated Hitter David Ortiz als First Baseman auf. Er füllte seine ungewohnten Defensivaufgaben ohne Fehler aus und gewann den World Series MVP Award. Zur Saison 2022 führte die National League nach Verhandlungen zwischen den Eigentümern und der Spielergewerkschaft dauerhaft den Einsatz des Designated Hitters ein, womit die Regeln in der MLB bezüglich des Designated Hitter nunmehr einheitlich sind.
In den deutschen Ligen wird mit Designated Hitter gespielt, ebenso bei Länderspielen, in fast allen nationalen Ligen außerhalb der USA und auch in den amerikanischen Schul- und Collegeligen sowie den meisten der professionellen Minor Leagues. Nur Minor-League-Teams der stärkeren Leistungsklassen AAA und AA spielen dann ohne DH, wenn bei einer Begegnung beide Mannschaften einem Team der National League angeschlossen sind. Im japanischen Profibaseball verzichtet ebenfalls eine der beiden Ligen, die Central League, auf die DH-Regel. In amerikanischen Amateurligen mit Freizeitcharakter wird teilweise mit, teilweise ohne DH gespielt. 
Im Softball wurde der DH im Jahre 2004 durch den Designated Player (DP) ersetzt. Mit dieser Regel wurden einige Einschränkungen, die für den DH galten, abgeschafft.